# Cynthia nigripuncta
Cynthia nigripuncta är en fjärilsart som beskrevs av Barend J. Lempke 1956. Cynthia nigripuncta ingår i släktet Cynthia och familjen praktfjärilar. Inga underarter finns listade i Catalogue of Life.